# 立花敏男
立花 敏男（たちばな としお、1908年（明治41年）5月7日 - 1994年（平成6年）3月13日）は、昭和期の労働運動家、地方公務員、政治家。衆議院議員。

## 生涯
兵庫県淡路島出身。1936年（昭和11年）東京帝国大学文学部哲学科を卒業した。
1930年（昭和5年）『第二無産者新聞』の編集に加わる。1931年（昭和6年）逮捕投獄された。小岩井浄、木下半治らの「日本政治経済研究所」に参加。1936年（昭和11年）人民戦線事件で検挙された。
1946年（昭和21年）神戸市役所に入所し、同年、日本共産党に入党。神戸市役所書記、神戸労働保険組合書記、神戸市職員組合副委員長、神戸市労働組合連合会書記長などを歴任。
1949年（昭和24年）1月の第24回衆議院議員総選挙に、兵庫1区から日本共産党公認で出馬して当選し、衆議院議員に1期在任した。その後、神戸市共産党委員、アカハタ兵庫支局長、共産党神戸市委員長、同組織部長、共産党兵庫県副委員長、日ソ協会兵庫県連副会長、兵庫県商工団体連合会顧問、共産党中央委員会顧問などを務めた。

## 国政選挙歴
- 第24回衆議院議員総選挙（兵庫県第1区、1949年1月、日本共産党公認）当選[4]
- 第25回衆議院議員総選挙（兵庫県第1区、1952年10月、日本共産党公認）落選[5]
- 第28回衆議院議員総選挙（兵庫県第1区、1958年5月、日本共産党公認）落選[6]
- 第29回衆議院議員総選挙（兵庫県第1区、1960年11月、日本共産党公認）落選[6]
- 第30回衆議院議員総選挙（兵庫県第1区、1963年11月、日本共産党公認）落選[6]
- 第31回衆議院議員総選挙（兵庫県第1区、1967年1月、日本共産党公認）落選[7]